# Saroba pustulifera
Saroba pustulifera är en fjärilsart som beskrevs av Walker 1865. Saroba pustulifera ingår i släktet Saroba och familjen nattflyn. Inga underarter finns listade.